# FBXO5
FBXO5‏ (F-box protein 5) هوَ بروتين يُشَفر بواسطة جين FBXO5 في الإنسان.